# NGC 4634
NGC 4634 is een balkspiraalstelsel in het sterrenbeeld Hoofdhaar. Het hemelobject werd op 14 januari 1787 ontdekt door de Duits-Britse astronoom William Herschel.

## Synoniemen
- UGC 7875
- IRAS 12401+1434
- MCG 3-32-86
- ZWG 100.2
- ZWG 99.112
- VCC 1932
- KCPG 351B
- PGC 42707